# Frederick Hubert Vinden
Frederick Hubert Vinden, britanski general, * 1895, † 1977.